# Foulenay
Foulenay – miejscowość i gmina we Francji, w regionie Burgundia-Franche-Comté, w departamencie Jura.
Według danych na rok 1990 gminę zamieszkiwały 93 osoby, a gęstość zaludnienia wynosiła 22 osoby/km² (wśród 1786 gmin Franche-Comté, Foulenay plasuje się na 650. miejscu pod względem liczby ludności, natomiast pod względem powierzchni na miejscu 864.).